# Steve Park

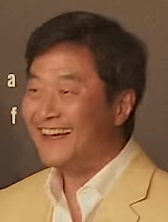
Stephan Park nel 2023

Stephen Park, detto Steve (Vestal, 4 giugno 1951), è un attore e comico statunitense di origini sudcoreane.

## Filmografia parziale

### Cinema
- Fa' la cosa giusta (Do the Right Thing), regia di Spike Lee (1989)
- Un giorno di ordinaria follia (Falling Down), regia di Joel Schumacher (1993)
- Fargo, regia di Joel ed Ethan Coen (1996)
- Sergente Bilko (Sgt. Bilko), regia di Jonathan Lynn (1996)
- Soluzione estrema (Desperate Measures), regia di Barbet Schroeder (1998)
- State of Play, regia di Kevin Macdonald (2009)
- A Serious Man, regia di Joel ed Ethan Coen (2009)
- Il buongiorno del mattino (Morning Glory), regia di Roger Michell (2010)
- Botte di fortuna (The Brass Teapot), regia di Ramaa Mosley (2012)
- Snowpiercer, regia di Bong Joon-ho (2013)
- The Gambler, regia di Rupert Wyatt (2014)
- Kajillionaire - La truffa è di famiglia, regia di Miranda July (2020)
- The French Dispatch of the Liberty, Kansas Evening Sun, regia di Wes Anderson (2021)
- Ghosted, regia di Dexter Fletcher (2023)
- Asteroid City, regia di Wes Anderson (2023)
- The Good Half, regia di Robert Schwartzman (2024)
- Death of a Unicorn, regia di Alex Sharfman (2025)

### Televisione
- La signora in giallo (Murder, She Wrote) – serie TV, episodio 11x04 (1994)
- Friends – serie TV, 2 episodi (1996)
- Law & Order: Criminal Intent – serie TV, un episodio (2004)
- White Collar – serie TV, un episodio (2011)
- Believe – serie TV, un episodio (2014)

## Doppiatori italiani
Nelle versioni in italiano delle opere in cui ha recitato, Steve Park è stato doppiato da:
- Franco Mannella in The French Dispatch of the Liberty, Kansas Evening Sun, Death of a Unicorn
- Mauro Gravina in Un giorno di ordinaria follia, Asteroid City
- Edoardo Nevola in Fa' la cosa giusta
- Nino Prester in Un poliziotto alle elementari
- Roberto Del Giudice in Fargo
- Manfredi Aliquò in Sergente Bilko
- Alberto Sette in Law & Order: Criminal Intent
- Roberto Certomà in State of Play
- Sergio Lucchetti in The Rebound - Ricomincio dall'amore
- Marco Vivio ne Il buongiorno del mattino
- Massimiliano Virgilii in White Collar
- Luigi Ferraro in Botte di fortuna
- Giorgio Locuratolo in Believe
- Fabio Gervasi in The Good Half